# Renata Rubinsztajn
Renata Rubinsztajn (ur. 1967) – polska lekarka-internistka oraz działaczka społeczności żydowskiej.
18 kwietnia 2000 na Wydziale Lekarskim Wojskowej Akademii Medycznej w Łodzi uzyskała stopień doktora nauk medycznych za rozprawę Aktywność układu adrenergicznego i układu renina-angiotensyna oznaczana na podstawie stężenia chromograniny A i konwertazy angiotensyny w surowicy, w zależności od stopnia niewydolności krążenia. Promotorką jej pracy była Halina Adamska-Dyniewska. Specjalizuje się w chorobach wewnętrznych. Jest pracownikiem naukowym Katedry i Kliniki Chorób Wewnętrznych, Pneumonologii i Alergologii Warszawskiego Uniwersytetu Medycznego.
Przez wiele lat zasiadała w zarządzie Towarzystwa Społeczno-Kulturalnego Żydów w Polsce. Jest kierownikiem Niepublicznego Zakładu Opieki Zdrowotnej SZALOM-MED, działającego przy Towarzystwie. Za swoją działalność została w 2001 odznaczona Złotym Krzyżem Zasługi.